# 上官想弟
上官想弟是中国小说家莫言著作《丰乳肥臀》里面的虚构人物。是主角上官金童的四姐。上官想弟在家庭最困难的时候把自己卖给了妓院，救了母亲和全家人的命。反右运动时回到了村庄。在返回村庄途中，多年积攒的财物被共产党的公社干部洗劫。后在文化大革命中遭受残酷的批斗，共产党的公社干部打了上官想弟一拳，把上官想弟打成了脑震荡，导致其精神失常。上官想弟最终旧病复发离世。